# 마쓰다 후라이
마쓰다 후라이(일본어: マツダ・風籟, 영어: Mazda Furai)는 마쓰다에서 2007년에 생산했던 하이퍼카이다.

## 비디오 게임에서의 등장
- 아스팔트 8: 에어본
- 아스팔트 9: 레전드